# Fëdor Vasil'evič Tokarev
Fёdor Vasil'evič Tokarev (in russo Фёдор Васи́льевич То́карев?; Egorlykskaja, 14 giugno 1871 – Mosca, 7 giugno 1968) è stato un inventore e politico sovietico.

## Biografia
Esistono notizie contrastanti circa il giorno e il luogo di nascita di Fёdor Vasil'evič. Secondo alcune fonti, nacque il 2, (14), giugno 1871 nel villaggio di Egorlykskaja, oggi nell'Oblast' di Rostov. Secondo altri, Fedor Tokarev nacque nel villaggio di Mečëtinskaja, nella stessa oblast', il 22 giugno 1871.
Si laureò alla scuola cosacca Junker nel 1900. Dal 1891 lavorò come armiere reggimento cosacco Radivilov Volinia e dal 1900 responsabile dell'armeria. Successivamente si iscrisse ai corsi della Scuola Ufficiali ad Oranienbaum, attuale Lomonosov, dove iniziò la sua carriera come progettista.
Membro del Soviet Supremo dell'URSS, fuori dall'ex Unione Sovietica egli è maggiormente conosciuto per aver progettato la pistola semiautomatica Tokarev TT-30 e TT-33 e i fucili semiautomatici Tokarev SVT-38 e SVT-40, entrambi prodotti in gran numero durante la guerra tedesco-sovietica.
Nel 1940,in seguito al suo contributo di progettista di armi sovietiche, Tokarev ricevette il premio di Eroe del Lavoro Socialista.

## Armi
- Mitragliatrice modello Tokarev 1927.
- pistola TT.
- SVT-38.
- SVT-40.